# نظام بلاند الغذائي
نظام بلاند الغذائي أو حمية بلاند هي حمية غذائية تتكون من الأطعمة الخفيفة عامةً، ومنخفضة الألياف، والمطبوخة بدلاً من النيئة، وغير المتبّلة. يمتنع المرء المتخذ بحمية بلاند الأطعمة المقلية والمليئة بالدهون، الأجبان القوية، الحبوب الكاملة الغنية بالألياف، الإسبرين، والإيبوبروفين. تعمل حمية بلاند على تهدئة عملية الهضم وتسهيلها، وتقلل من تهيّج الأنسجة.

## الاستعمال
غالباً ما يُنصح بالأخذ بحمية بلاند عند عمليات الجراحة المعوية، أو للأشخاص الذين يعانون من القرحة الهضمية، حرقة الفؤاد، الغثيان، التقيؤ أو الغازات. حيث تعمل الحمية على مساعدة القناة الهضمية على الالتئام قبل مواجهة المزيد من ضغوطات هضم الأطعمة.
العديد من الألبان ومنتجاتها مسموحة في الحمية، بل وأحياناً يُنصح بها، ولكن مع عدّة استثناءات، حيث لا يُنصح بمنتجات الألبان المنكهة بالشوكولاتة، علاوةً على الأجبان كثيرة التوابل أو التي تكون فيها نسبة الدهون عالية كالقشدة. مشتقات الألبان الطبيعية تميل إلى تهدئة تهيّج البطانات، ولكن الدّهون الزائدة، الكاكاو والتوابل قد يكون لها تأثير سلبي معاكس.
غالب الفواكه والخضروات المُعلّبة مقبولة، باستثناء الطماطم بشمل صلصات الباستا المحتوية عليه، ويجب اجتناب الفواكه الحمضية أو عالية الألياف. البطاطا المطبوخة أو البطاطا الحلوة سهلة الهضم، ولكن من الهام تجنّب التغطيات عالية الدهون مثل الزبدة والكاتشب. كما يجب تجنّب الأطعمة المخللة مثل الخيار المخلل وغيرها من المخللات.
حمية بلاند الصارمة تُشجع وبشدّة على تناول مصادر البروتين الخفيفة كالبيض وزبدة الفول السوداني، والتوفو، وتُفضّلها على غيرها من اللحوم المتبلة أو المليئة بالألياف. هناك لحوم معينة كالدجاج أو السمك يُسمح بها في الحمية، بشريطة ألا يكونوا مقليين قليّاً عميقاً، 
حمية بلاند مُصمّمة أساسياً لمساعدة المرضى على علاج المشاكل الهضمية أو الحالات الصحية الأخرى، حيث يكون فيها الهضم المُحسّن ضروريّاً. 